# Peyrehorade
 Peyrehorade  (en occitano Pèira Horada, en euskera: Peirahorada) es una población y comuna francesa, situada en la región de Aquitania, departamento de Landas, en el distrito de Dax y cantón de Peyrehorade.

## Demografía
| 2584 | 2591 | 2861 | 3093 | 3056 | 3017 |
| Para los censos de 1962 a 1999 la población legal corresponde a la población sin duplicidades (Fuente: INSEE [Consultar]) |      |      |      |      |      |